# Bergsökenmöss
Bergsökenmöss (Eligmodontia) är ett släkte i familjen hamsterartade gnagare (Cricetidae) som förekommer i Sydamerika.

## Beskrivning
Arterna påminner om vanliga möss med stora öron och lång svans. Kroppslängden (huvud och bål) ligger mellan 7 och 11 cm och svanslängden varierar mellan 5 och 11 cm. Vikten är 7 till 31 gram. Den långa mjuka pälsen har en gulbrun färg, undersidan eller ibland bara strupen och bröstet är vitaktiga. Svansen bär hår och de bakre extremiteterna är förlängda. Bakfötterna har tjocka håriga fotsulor.
Bergsökenmöss hittas i torra gräsmarker och klippiga regioner i bergstrakter upp till 4 575 meter över havet. Utbredningsområdet sträcker sig från södra Peru över Bolivia till södra Chile och Argentina.
Individerna är aktiva på natten. De gömmer sig i naturliga håligheter eller i bon som lämnades av andra djur. Födan utgörs av frön och andra växtdelar samt av insekter.
Under parningstiden som sträcker sig från oktober (våren) till april (hösten) har honorna flera kullar. Per kull föds två till åtta ungar.

## Arter
Vanligen skiljs mellan fyra arter.
- Eligmodontia moreni lever i Anderna i norra Argentina.
- Eligmodontia morgani hittas i södra Argentina och angränsande områden av Chile.
- Eligmodontia puerulus förekommer från Peru till norra Argentina.
- Eligmodontia typus lever i östra Patagonien.

IUCN listar alla fyra arter som livskraftiga (LC).